# Фінляндія на зимових Олімпійських іграх 2022
Фінляндія взяла участь у зимових Олімпійських іграх 2022, що тривали з 4 до 20 лютого в Пекіні (Китай).
Хокеїст Валттері Фільппула ніс прапор своєї країни на церемонії відкриття. А лижниці Крісті Пермякоскі доручили нести прапор на церемонії закриття.

## Медалісти
Список фінських спортсменів, що на Іграх здобули медалі.
| Медаль | Ім'я | Вид спорту     | Дисципліна                        | Дата      |
| ------ | --- | -------------- | --------------------------------- | --------- |
| Золото | Ійво Нісканен | Лижні перегони | 15 км класичним стилем (чоловіки) | 11 лютого |
| Золото | Збірна Фінляндії з хокею із шайбою - Міро Аалтонен - Марко Анттіла - Ганнес Б'єрнінен - Валттері Фільппула - Ніклас Фріман - Маркус Ґранлунд - Теему Хартікайнен - Юусо Хієтанен - Валттері Кеміляйнен - Лео Комаров - Mikko Lehtonen - Петтері Ліндбом - Саку Мяеналанен - Сакарі Маннінен - Joonas Nättinen - Атте Охтамаа - Ніко Оямякі - Юго Олкінуора - Ійро Пакарінен - Гаррі Песонен - Вілле Покка - Тоні Раяла - Харрі Сятері - Франс Туогімаа - Самі Ватанен | Хокей          | Чоловічий турнір                  | 20 лютого |
| Срібло | Кертту Нісканен | Лижні перегони | 10 км класичним стилем (жінки)    | 10 лютого |
| Срібло | Ійво Нісканен Joni Mäki | Лижні перегони | Командний спринт (чоловіки)       | 16 лютого |
| Бронза | Ійво Нісканен | Лижні перегони | 0 км скіатлон (чоловіки)          | 6 лютого  |
| Бронза | Кріста Пярмякоскі | Лижні перегони | 10 км класичним стилем (жінки)    | 10 лютого |
| Бронза | Жіноча збірна Фінляндії з хокею із шайбою - Санні Хакала - Єнні Хійрікоскі - Еліза Холопайнен - Сіні Кар'ялайнен - Мішель Карвінен - Анні Кейсала - Nelli Лайтінен - Юлія Лійкала - Евелійна Мякінен - Petra Ніемінен - Таня Нісканен - Єннійна Нюлунд - Меері Ряйсянен - Санні Рантала - Роня Саволайнен - Софіанна Сунделін - Susanna Тапані - Ноора Тулус - Мінтту Туомінен - Війві Вайнікка - Санні Ванханен - Емілія Веса - Елла Війтасуо                        | Хокей          | Жіночий турнір                    | 16 лютого |
| Бронза | Кертту Нісканен | Лижні перегони | 30 км вільним стилем (жінки)      | 20 лютого |

## Спортсмени
Кількість спортсменів, що взяли участь в Іграх, за видами спорту.
| Вид спорту          | Чоловіки | Жінки | Загалом |
| ------------------- | -------- | ----- | ------- |
| Гірськолижний спорт | 1        | 3     | 4       |
| Біатлон             | 4        | 4     | 8       |
| Лижні перегони      | 6        | 7     | 13      |
| Фігурне катання     | 1        | 2     | 3       |
| Фристайл            | 5        | 1     | 6       |
| Хокей               | 25       | 23    | 48      |
| Лижне двоборство    | 5        | Н/Д   | 5       |
| Стрибки з трампліна | 1        | 2     | 3       |
| Сноубординг         | 2        | 2     | 4       |
| Загалом             | 50       | 44    | 94      |

## Гірськолижний спорт
Від Фінляндії на ігри кваліфікувалися один гірськолижник і одна гірськолижниця, що відповідали базовому кваліфікаційному критерію. Потім їм перерозподілили ще два квотні місця на змагання жінок. Імена чотирьох обраних спортсменів оголошено 24 січня.
| Спортсмен        | Дисципліна                    | 1-й спуск | 1-й спуск | 2-й спуск    | 2-й спуск    | Сума         | Сума         |
| Спортсмен        | Дисципліна                    | Час       | Місце     | Час          | Місце        | Час          | Місце        |
| ---------------- | ----------------------------- | --------- | --------- | ------------ | ------------ | ------------ | ------------ |
| Саму Торсті      | Гігантський слалом (чоловіки) | НФ        | НФ        | Не потрапив  | Не потрапив  | Не потрапив  | Не потрапив  |
| Рійкка Хонканен  | Гігантський слалом (жінки)    | НФ        | НФ        | Не потрапив  | Не потрапив  | Не потрапив  | Не потрапив  |
| Еріка Пюкяляйнен | Гігантський слалом (жінки)    | НФ        | НФ        | Не потрапив  | Не потрапив  | Не потрапив  | Не потрапив  |
| Рійкка Хонканен  | Слалом (жінки)                | 56.33     | 37        | 56.64        | 37           | 1:52.97      | 37           |
| Роса Похйолайнен | Слалом (жінки)                | НФ        | НФ        | Не потрапила | Не потрапила | Не потрапила | Не потрапила |
| Еріка Пюкяляйнен | Слалом (жінки)                | НФ        | НФ        | Не потрапила | Не потрапила | Не потрапила | Не потрапила |

## Біатлон
Від Фінляндії на Ігри кваліфікувалися чотири біатлоністи і чотири біатлоністки. 20 грудня 2021 року НОК Фінляндії оголосив учасниками Ігор Марі Едер, Оллі Гійденсало і Теро Сеппяля. Решту біатлоністів названо 24 січня 2022 року.
Чоловіки
| Спортсмен                                                   | Дисципліна              | Час       | Хиби        | Місце |
| ----------------------------------------------------------- | ----------------------- | --------- | ----------- | ----- |
| Туомас Хар'юла                                              | Індивідуальні перегони  | 58:14.9   | 4 (1+2+1+0) | 81    |
| Туомас Хар'юла                                              | Спринт                  | 28:21.2   | 2 (0+2)     | 92    |
| Оллі Гійденсало                                             | Індивідуальні перегони  | 56:45.6   | 5 (0+2+0+3) | 74    |
| Оллі Гійденсало                                             | Перегони переслідування | 47:04.9   | 8 (5+0+1+2) | 52    |
| Оллі Гійденсало                                             | Спринт                  | 26:15.5   | 3 (1+2)     | 38    |
| Хейккі Лайтінен                                             | Індивідуальні перегони  | 55:52.8   | 5 (0+2+1+2) | 66    |
| Хейккі Лайтінен                                             | Перегони переслідування | 46:47.2   | 6 (1+1+1+3) | 49    |
| Хейккі Лайтінен                                             | Спринт                  | 26:41.1   | 2 (1+1)     | 54    |
| Теро Сеппяля                                                | Індивідуальні перегони  | 52:14.3   | 2 (0+2+0+0) | 23    |
| Теро Сеппяля                                                | Масстарт                | 40:47.1   | 5 (1+0+2+2) | 9     |
| Теро Сеппяля                                                | Перегони переслідування | 43:30.2   | 7 (1+1+2+3) | 21    |
| Теро Сеппяля                                                | Спринт                  | 25:47.5   | 3 (1+2)     | 25    |
| Хейккі Лайтінен Теро Сеппяля Оллі Гійденсало Туомас Хар'юла | Естафета                | 1:26:57.7 | 18 (4+14)   | 17    |

Жінки
| Спортсменка                                           | Дисципліна              | Час     | Хиби        | Місце |
| ----------------------------------------------------- | ----------------------- | ------- | ----------- | ----- |
| Марі Едер                                             | Індивідуальні перегони  | 48:42.9 | 3 (1+0+1+1) | 32    |
| Марі Едер                                             | Перегони переслідування | 39:15.6 | 4 (0+1+1+2) | 30    |
| Марі Едер                                             | Спринт                  | 22:39.8 | 2 (0+2)     | 28    |
| Еріка Янкя                                            | Спринт                  | 24:20.9 | 0 (0+0)     | 73    |
| Анастасія Кінунен                                     | Індивідуальні перегони  | 50:13.5 | 4 (0+1+2+1) | 51    |
| Анастасія Кінунен                                     | Спринт                  | 24:30.0 | 3 (1+2)     | 75    |
| Суві Мінккінен                                        | Індивідуальні перегони  | НС      | НС          | НС    |
| Суві Мінккінен                                        | Перегони переслідування | 40:38.0 | 0 (0+0+0+0) | 43    |
| Суві Мінккінен                                        | Спринт                  | 23:21.7 | 1 (0+1)     | 51    |
| Суві Мінккінен Марі Едер Еріка Янкя Анастасія Кінунен | Естафета                | LAP     | 8 (2+6)     | 16    |

Змішані
| Спортсмени                                            | Дисципліна | Час       | Хиби      | Місце |
| ----------------------------------------------------- | ---------- | --------- | --------- | ----- |
| Суві Мінккінен Марі Едер Теро Сеппяля Оллі Гійденсало | Естафета   | 1:10:06.7 | 13 (1+12) | 11    |

## Лижні перегони
Від Фінляндії на Ігри кваліфікувалися шість лижників і сім лижниць. Склад збірної з 13-ти обраних лижників оголошено 12 січня 2022 року.
Дистанційні перегони
Чоловіки
| Спортсмен                                                  | Дисципліна             | Класичний стиль | Класичний стиль | Вільний стиль | Вільний стиль | Фінал     | Фінал       | Фінал |
| Спортсмен                                                  | Дисципліна             | Час             | Місце           | Час           | Місце         | Час       | Відставання | Місце |
| ---------------------------------------------------------- | ---------------------- | --------------- | --------------- | ------------- | ------------- | --------- | ----------- | ----- |
| Рістоматті Хакола                                          | 15 км класичним стилем | Н/Д             | Н/Д             | Н/Д           | Н/Д           | 40:49.6   | +2:54.8     | 28    |
| Пертту Хівярінен                                           | 15 км класичним стилем | Н/Д             | Н/Д             | Н/Д           | Н/Д           | 39:00.2   | +1:05.4     | 6     |
| Пертту Хівярінен                                           | 30 км скіатлон         | 40:13.1         | 7               | 38:37.6       | 9             | 1:19:22.4 | +3:12.6     | 7     |
| Пертту Хівярінен                                           | 50 км вільним стилем a | Н/Д             | Н/Д             | Н/Д           | Н/Д           | 1:14:49.5 | +3:16.8     | 19    |
| Ремі Ліндхольм                                             | 15 км класичним стилем | Н/Д             | Н/Д             | Н/Д           | Н/Д           | 41:40.0   | +3:45.2     | 45    |
| Ремі Ліндхольм                                             | 30 км скіатлон         | 41:39.5         | 30              | 39:35.9       | 24            | 1:21:49.4 | +5:39.6     | 25    |
| Ремі Ліндхольм                                             | 50 км вільним стилем a | Н/Д             | Н/Д             | Н/Д           | Н/Д           | 1:15:55.6 | +4:22.9     | 28    |
| Ійво Нісканен                                              | 15 км класичним стилем | Н/Д             | Н/Д             | Н/Д           | Н/Д           | 37:54.8   | -           | 1     |
| Ійво Нісканен                                              | 30 км скіатлон         | 39:06.1         | 2               | 38:33.4       | 7             | 1:18:10.0 | +2:00.2     | 3     |
| Рістоматті Хакола Ійво Нісканен Пертту Хівярінен Йоні Мякі | Естафета 4×10 км       | Н/Д             | Н/Д             | Н/Д           | Н/Д           | 1:59:28.6 | +4:37.9     | 6     |

↑  Перегони на 50 км серед чоловіків скорочено через несприятливі погодні умови.
Жінки
| Спортсмен                                                         | Дисципліна             | Класичний стиль | Класичний стиль | Вільний стиль | Вільний стиль | Фінал     | Фінал       | Фінал |
| Спортсмен                                                         | Дисципліна             | Час             | Місце           | Час           | Місце         | Час       | Відставання | Місце |
| ----------------------------------------------------------------- | ---------------------- | --------------- | --------------- | ------------- | ------------- | --------- | ----------- | ----- |
| Анне Кюлленен                                                     | 10 км класичним стилем | Н/Д             | Н/Д             | Н/Д           | Н/Д           | 29:42.6   | +1:36.3     | 16    |
| Анне Кюлленен                                                     | 15 км скіатлон         | 24:14.9         | 18              | 23:15.3       | 22            | 48:10.0   | +3:56.3     | 22    |
| Анне Кюлленен                                                     | 30 км вільним стилем   | Н/Д             | Н/Д             | Н/Д           | Н/Д           | 1:31:41.0 | +6:47.0     | 20    |
| Йоганна Матінтало                                                 | 10 км класичним стилем | Н/Д             | Н/Д             | Н/Д           | Н/Д           | 29:31.2   | +1:24.9     | 14    |
| Йоганна Матінтало                                                 | 15 км скіатлон         | 23:12.9         | 9               | 22:49.6       | 16            | 46:36.5   | +2:22.8     | 12    |
| Йоганна Матінтало                                                 | 30 км вільним стилем   | Н/Д             | Н/Д             | Н/Д           | Н/Д           | 1:31:01.7 | +7:07.7     | 23    |
| Кертту Нісканен                                                   | 10 км класичним стилем | Н/Д             | Н/Д             | Н/Д           | Н/Д           | 28:06.7   | +0.4        | 2     |
| Кертту Нісканен                                                   | 15 км скіатлон         | 22:31.0         | 2               | 21:44.1       | 7             | 44:49.8   | +36.1       | 4     |
| Кертту Нісканен                                                   | 30 км вільним стилем   | Н/Д             | Н/Д             | Н/Д           | Н/Д           | 1:27:27.3 | +2:33.3     | 3     |
| Кріста Пярмякоскі                                                 | 10 км класичним стилем | Н/Д             | Н/Д             | Н/Д           | Н/Д           | 28:37.8   | +31.5       | 3     |
| Кріста Пярмякоскі                                                 | 15 км скіатлон         | 22:33.6         | 4               | 22:05.2       | 9             | 45:12.1   | +58.4       | 7     |
| Кріста Пярмякоскі                                                 | 30 км вільним стилем   | Н/Д             | Н/Д             | Н/Д           | Н/Д           | 1:28:35.0 | +3:41.0     | 10    |
| Анне Кюлленен Йоганна Матінтало Кертту Нісканен Кріста Пярмякоскі | Естафета 4×5 км        | Н/Д             | Н/Д             | Н/Д           | Н/Д           | 54:02.2   | +21.2       | 4     |

Спринт
Чоловіки
| Спортсмен               | Дисципліна       | Кваліфікація | Кваліфікація | Чвертьфінал | Чвертьфінал | Півфінал    | Півфінал    | Фінал       | Фінал |
| Спортсмен               | Дисципліна       | Час          | Місце        | Час         | Місце       | Час         | Місце       | Час         | Місце |
| ----------------------- | ---------------- | ------------ | ------------ | ----------- | ----------- | ----------- | ----------- | ----------- | ----- |
| Йоні Мякі               | Спринт           | 2:52.38      | 23 Q         | 2:57.59     | 1 Q         | 2:51.10     | 2 Q         | 3:00.18     | 4     |
| Лаурі Вуорінен          | Спринт           | 2:50.91      | 11 Q         | 2:54.64     | 3           | Не потрапив | Не потрапив | Не потрапив | 14    |
| Ійво Нісканен Йоні Мякі | Командний спринт | Н/Д          | Н/Д          | Н/Д         | Н/Д         | 20:17.81    | 3 Q         | 19:25.45    | 2     |

Жінки
| Спортсмен                         | Дисципліна       | Кваліфікація | Кваліфікація | Чвертьфінал | Чвертьфінал | Півфінал     | Півфінал     | Фінал        | Фінал |
| Спортсмен                         | Дисципліна       | Час          | Місце        | Час         | Місце       | Час          | Місце        | Час          | Місце |
| --------------------------------- | ---------------- | ------------ | ------------ | ----------- | ----------- | ------------ | ------------ | ------------ | ----- |
| Ясмі Йоенсуу                      | Спринт           | 3:21.05      | 18 Q         | 3:49.93     | 6           | Не потрапила | Не потрапила | Не потрапила | 27    |
| Ясмін Кяхяря                      | Спринт           | 3:20.43      | 13 Q         | 3:30.52     | 6           | Не потрапила | Не потрапила | Не потрапила | 26    |
| Катрі Люлюнперя                   | Спринт           | 3:22.62      | 24 Q         | 3:24.29     | 5           | Не потрапила | Не потрапила | Не потрапила | 23    |
| Кертту Нісканен Кріста Пярмякоскі | Командний спринт | Н/Д          | Н/Д          | Н/Д         | Н/Д         | 23:00.82     | 2 Q          | 22:13.71     | 4     |

## Фігурне катання
На Чемпіонаті світу 2021 року в Стокгольмі Фінляндія здобула одну квоту в жіночому одиночному катанні. 20 грудня 2021 року НОК Фінляндії оголосив, що в танцях на льоду країну представлятимуть Юлія Турккіла і Маттіас Верслуйс. 24 січня 2021 оголошено, що Єнні Саарінен буде представницею Фінляндії в одиночному катанні.
| Спортсмен                      | Дисципліна                | КП / КТ | КП / КТ | ДП / ДТ | ДП / ДТ | Загалом | Загалом |
| Спортсмен                      | Дисципліна                | Бали    | Місце   | Бали    | Місце   | Бали    | Місце   |
| ------------------------------ | ------------------------- | ------- | ------- | ------- | ------- | ------- | ------- |
| Єнні Саарінен                  | Одиночні змагання (жінки) | 56.97   | 25 Q    | 96.07   | 25      | 153.04  | 25      |
| Юлія Турккіла Маттіас Верслуйс | Танці на льоду            | 68.23   | 16 Q    | 105.65  | 15      | 173.88  | 15      |

## Фристайл
Фріскі
Чоловіки
| Спортсмен    | Дисципліна | Кваліфікація | Кваліфікація | Кваліфікація | Кваліфікація | Кваліфікація | Фінал       | Фінал       | Фінал       | Фінал       | Фінал       |
| Спортсмен    | Дисципліна | 1-ша спроба  | 2-га спроба  | 3-тя спроба  | Найкраща     | Місце        | 1-ша спроба | 2-га спроба | 3-тя спроба | Найкраща    | Місце       |
| ------------ | ---------- | ------------ | ------------ | ------------ | ------------ | ------------ | ----------- | ----------- | ----------- | ----------- | ----------- |
| Сімо Пелтола | Біг-ейр    | 49.75        | 41.75        | 72.00        | 72.00        | 29           | Не потрапив | Не потрапив | Не потрапив | Не потрапив | Не потрапив |
| Сімо Пелтола | Слоупстайл | 35.01        | 29.25        | Н/Д          | 35.01        | 27           | Не потрапив | Не потрапив | Не потрапив | Не потрапив | Не потрапив |
| Йон Саллінен | Хафпайп    | 18.00        | 18.50        | Н/Д          | 18.50        | 23           | Не потрапив | Не потрапив | Не потрапив | Не потрапив | Не потрапив |

Жінки
| Спортсмен   | Дисципліна | Кваліфікація | Кваліфікація | Кваліфікація | Кваліфікація | Кваліфікація | Фінал        | Фінал        | Фінал        | Фінал        | Фінал        |
| Спортсмен   | Дисципліна | 1-ша спроба  | 2-га спроба  | 3-тя спроба  | Найкраща     | Місце        | 1-ша спроба  | 2-га спроба  | 3-тя спроба  | Найкраща     | Місце        |
| ----------- | ---------- | ------------ | ------------ | ------------ | ------------ | ------------ | ------------ | ------------ | ------------ | ------------ | ------------ |
| Анні Кярявя | Біг-ейр    | 82.50        | 52.50        | 62.00        | 144.50       | 12 Q         | 81.00        | 54.00        | 82.50        | 136.50       | 9            |
| Анні Кярявя | Слоупстайл | 55.80        | 61.73        | Н/Д          | 61.73        | 15           | Не потрапила | Не потрапила | Не потрапила | Не потрапила | Не потрапила |

Могул
| Спортсмен      | Дисципліна       | Кваліфікація | Кваліфікація | Кваліфікація | Кваліфікація | Кваліфікація | Кваліфікація | Кваліфікація | Кваліфікація | Фінал       | Фінал       | Фінал       | Фінал       | Фінал       | Фінал       | Фінал       | Фінал       | Фінал       | Фінал       | Фінал       | Фінал       |
| Спортсмен      | Дисципліна       | 1-й спуск    | 1-й спуск    | 1-й спуск    | 1-й спуск    | 2-й спуск    | 2-й спуск    | 2-й спуск    | 2-й спуск    | 1-й спуск   | 1-й спуск   | 1-й спуск   | 1-й спуск   | 2-й спуск   | 2-й спуск   | 2-й спуск   | 2-й спуск   | 3-й спуск   | 3-й спуск   | 3-й спуск   | 3-й спуск   |
| Спортсмен      | Дисципліна       | Час          | Бали         | Загалом      | Місце        | Час          | Бали         | Загалом      | Місце        | Час         | Бали        | Загалом     | Місце       | Час         | Бали        | Загалом     | Місце       | Час         | Бали        | Загалом     | Місце       |
| -------------- | ---------------- | ------------ | ------------ | ------------ | ------------ | ------------ | ------------ | ------------ | ------------ | ----------- | ----------- | ----------- | ----------- | ----------- | ----------- | ----------- | ----------- | ----------- | ----------- | ----------- | ----------- |
| Оллі Пенттала  | Могул (чоловіки) | 24.53        | 60.30        | 75.95        | 9 Q          | Bye          | Bye          | Bye          | Bye          | 24.39       | 58.84       | 74.68       | 19          | Не потрапив | Не потрапив | Не потрапив | Не потрапив | Не потрапив | Не потрапив | Не потрапив | Не потрапив |
| Їмі Салонен    | Могул (чоловіки) | 24.30        | 60.43        | 76.39        | 4 Q          | Bye          | Bye          | Bye          | Bye          | DNF         | DNF         | DNF         | DNF         | Не потрапив | Не потрапив | Не потрапив | Не потрапив | Не потрапив | Не потрапив | Не потрапив | Не потрапив |
| Севері Віереля | Могул (чоловіки) | 26.92        | 57.16        | 69.66        | 25           | 25.58        | 54.89        | 69.16        | 18           | Не потрапив | Не потрапив | Не потрапив | Не потрапив | Не потрапив | Не потрапив | Не потрапив | Не потрапив | Не потрапив | Не потрапив | Не потрапив | Не потрапив |

## Хокей
Підсумок

Легенда:
- OT – Додатковий час
- GWS – Пробиттям булітів

| Збірна                    | Дисципліна       | Груповий етап    | Груповий етап    | Груповий етап    | Груповий етап                    | Груповий етап | Qualification playoff | Чвертьфінал      | Півфінал         | Фінал / БМ                       | Фінал / БМ |
| Збірна                    | Дисципліна       | Суперник Рахунок | Суперник Рахунок | Суперник Рахунок | Суперник Рахунок                 | Місце         | Суперник Рахунок      | Суперник Рахунок | Суперник Рахунок | Суперник Рахунок                 | Місце      |
| ------------------------- | ---------------- | ---------------- | ---------------- | ---------------- | -------------------------------- | ------------- | --------------------- | ---------------- | ---------------- | -------------------------------- | ---------- |
| Чоловіча збірна Фінляндії | Чоловічий турнір | Словаччина W 6–2 | Латвія W 3–1     | Швеція W 4–3 OT  | Н/Д                              | 1 QQ          | не брав участі        | Швейцарія W 5–1  | Словаччина W 2–0 | Олімпійський комітет Росії W 2–1 | 1          |
| Жіноча збірна Фінляндії   | Жіночий турнір   | США L 2–5        | Канада L 1–11    | Швейцарія L 2–3  | Олімпійський комітет Росії W 5–0 | 3 Q           | Н/Д                   | Японія W 7–1     | США L 1–4        | Швейцарія W 4–0                  | 3          |

Від Фінляндії на Ігри кваліфікувалися чоловіча збірна з 25-ти хокеїстів і жіноча збірна з 23-х хокеїсток.

### Чоловічий турнір
Збірна Фінляндії з хокею із шайбою кваліфікувалася на Ігри завдяки своєму 3-му місцю в Світовому рейтингу ІІХФ 2019.
Склад Збірної
Склад збірної оголошено 20 січня 2022 року.
Головний тренер: Юкка Ялонен
| №  | Поз. | Ім'я                | Зріст  | Вага   | Дата народження                | Команда                |
| -- | ---- | ------------------- | ------ | ------ | ------------------------------ | ---------------------- |
| 45 | В    | Юго Олкінуора       | 1,88 м | 91 кг  | 4 листопада 1990 (вік 31 рік)  | Металург Магнітогорськ |
| 29 | В    | Харрі Сятері        | 1,85 м | 93 кг  | 29 грудня 1989 (вік 32 роки)   | Сибір                  |
| 35 | В    | Франс Туогімаа      | 1,88 м | 87 кг  | 19 серпня 1991 (вік 30 років)  | Нафтохімік             |
| 3  | З    | Ніклас Фріман       | 1,88 м | 88 кг  | 30 серпня 1993 (вік 28 років)  | Йокеріт                |
| 38 | З    | Юусо Хієтанен       | 1,8 м  | 85 кг  | 14 червня 1985 (вік 36 років)  | Амбрі-Піотта           |
| 13 | З    | Валттері Кеміляйнен | 1,83 м | 89 кг  | 16 грудня 1991 (вік 30 років)  | Витязь (Подольськ)     |
| 40 | З    | Петтері Ліндбом     | 1,88 м | 89 кг  | 23 вересня 1993 (вік 28 років) | Йокеріт                |
| 4  | З    | Мікко Легтонен      | 1,83 м | 88 кг  | 16 січня 1994 (вік 28 років)   | СКА                    |
| 55 | З    | Атте Охтамаа        | 1,88 м | 92 кг  | 6 листопада 1987 (вік 34 роки) | Кярпят                 |
| 2  | З    | Вілле Покка         | 1,83 м | 85 кг  | 3 червня 1994 (вік 27 років)   | Авангард               |
| 42 | З    | Самі Ватанен        | 1,78 м | 84 кг  | 3 червня 1991 (вік 30 років)   | Женева-Серветт         |
| 15 | Н    | Міро Аалтонен       | 1,83 м | 80 кг  | 7 червня 1993 (вік 28 років)   | Витязь (Подольськ)     |
| 12 | Н    | Марко Анттіла       | 2,03 м | 104 кг | 27 травня 1985 (вік 36 років)  | Йокеріт                |
| 24 | Н    | Ганнес Б'єрнінен    | 1,85 м | 85 кг  | 19 жовтня 1995 (вік 26 років)  | Йокеріт                |
| 51 | Н    | Валттері Фільппула  | 1,83 м | 84 кг  | 20 березня 1984 (вік 37 років) | Женева-Серветт         |
| 60 | Н    | Маркус Ґранлунд     | 1,83 м | 83 кг  | 16 квітня 1993 (вік 28 років)  | Салават Юлаєв          |
| 70 | Н    | Теему Хартікайнен   | 1,85 м | 100 кг | 3 травня 1990 (вік 31 рік)     | Салават Юлаєв          |
| 23 | Н    | Йоонас Кемппайнен   | 1,88 м | 100 кг | 7 квітня 1988 (вік 33 роки)    | СКА                    |
| 71 | Н    | Лео Комаров         | 1,8 м  | 95 кг  | 23 січня 1987 (вік 35 років)   | СКА                    |
| 80 | Н    | Саку Мяеналанен     | 1,93 м | 87 кг  | 24 травня 1994 (вік 27 років)  | Кярпят                 |
| 65 | Н    | Сакарі Маннінен     | 1,7 м  | 71 кг  | 10 лютого 1992 (вік 29 років)  | Салават Юлаєв          |
| 20 | Н    | Ніко Оямякі         | 1,8 м  | 83 кг  | 17 червня 1995 (вік 26 років)  | Витязь (Подольськ)     |
| 81 | Н    | Ійро Пакарінен      | 1,85 м | 98 кг  | 25 серпня 1991 (вік 30 років)  | Йокеріт                |
| 82 | Н    | Гаррі Песонен       | 1,83 м | 91 кг  | 6 серпня 1988 (вік 33 роки)    | Лангнау Тайгерс        |
| 25 | Н    | Тоні Раяла          | 1,78 м | 76 кг  | 29 березня 1991 (вік 30 років) | Біль                   |

Груповий етап
| Поз | Команда    | М | В | ВО | ПО | П | ГЗ | ГП | Різ | О | Кваліфікація           |
| --- | ---------- | - | - | -- | -- | - | -- | -- | --- | - | ---------------------- |
| 1   | Фінляндія  | 3 | 2 | 1  | 0  | 0 | 13 | 6  | +7  | 8 | Чвертьфінали           |
| 2   | Швеція     | 3 | 2 | 0  | 1  | 0 | 10 | 7  | +3  | 7 | Чвертьфінали           |
| 3   | Словаччина | 3 | 1 | 0  | 0  | 2 | 8  | 12 | −4  | 3 | Кваліфікаційний плейоф |
| 4   | Латвія     | 3 | 0 | 0  | 0  | 3 | 5  | 11 | −6  | 0 | Кваліфікаційний плейоф |

| 10 лютого 2022 16:40 v | Фінляндія | 6–2 (3–1, 1–1, 2–0) | Словаччина | Державний палац спорту Пекіна (Пекін) 929 глядачів |

| звіт | звіт                                          | звіт                                                                    | звіт             | звіт                                                                         |
| --- | --------------------------------------------- | ----------------------------------------------------------------------- | ---------------- | ---------------------------------------------------------------------------- |
| |                                               |                                                                         |                  |                                                                              |
| | Харрі Сятері                                  | Воротарі                                                                | Браніслав Конрад | Судді: Стівен Рено Євген Ромашко Лінійні Судді: Давід Обвегесер Браян Олівер |
| | голи:                                         |                                                                         |                  | Судді: Стівен Рено Євген Ромашко Лінійні Судді: Давід Обвегесер Браян Олівер |
| Маннінен (Хартікайнен, Покка) – 10:17 / Песонен (Аалтонен, Фільппула) (PP) – 14:22 / Аалтонен (Няттінен) – 18:20 / Маннінен (Гранлунд, Легтонен) – 29:28 / Маннінен (Хартікайнен) – 40:16 / Аалтонен (Оямякі, Ватанен) (PP) – 54:57 | 0–1 / 1–1 / 2–1 / 3–1 / 4–1 / 4–2 / 5–2 / 6–2 | 05:33 – Слафковський (Роман) / 31:49 – Слафковський (Черешняк, Регенда) |                  | Судді: Стівен Рено Євген Ромашко Лінійні Судді: Давід Обвегесер Браян Олівер |
| |                                               |                                                                         |                  | Судді: Стівен Рено Євген Ромашко Лінійні Судді: Давід Обвегесер Браян Олівер |
| |                                               |                                                                         |                  | Судді: Стівен Рено Євген Ромашко Лінійні Судді: Давід Обвегесер Браян Олівер |
| |                                               |                                                                         |                  | Судді: Стівен Рено Євген Ромашко Лінійні Судді: Давід Обвегесер Браян Олівер |
| 10 хв | Штраф                                         | 6 хв                                                                    |                  | Судді: Стівен Рено Євген Ромашко Лінійні Судді: Давід Обвегесер Браян Олівер |
| |                                               |                                                                         |                  |                                                                              |
| | 30                                            | кидки                                                                   | 33               |                                                                              |

| 11 лютого 2022 21:10 v | Латвія | 1–3 (0–0, 0–1, 1–2) | Фінляндія | Арена Укесон (Пекін) 904 глядачів |

| звіт                                        | звіт                  | звіт | звіт         | звіт                                                                        |
| ------------------------------------------- | --------------------- | --- | ------------ | --------------------------------------------------------------------------- |
|                                             |                       | |              |                                                                             |
|                                             | Яніс Калниньш         | Воротарі | Харрі Сятері | Судді: Олівер Гуен Мікаель Норд Лінійні Судді: Людвіг Лундгрен Дмитро Шишло |
|                                             | голи:                 | |              | Судді: Олівер Гуен Мікаель Норд Лінійні Судді: Людвіг Лундгрен Дмитро Шишло |
| Аболс (Крастенбергс, Смірновс) (PP) – 43:01 | 0–1 / 1–1 / 1–2 / 1–3 | 37:59 – Кеміляйнен (Легтонен, Няттінен) / 54:42 – Комаров (Хієтанен, Охтамаа) / 58:43 – Анттіла (Мяеналанен, Ліндбом) |              | Судді: Олівер Гуен Мікаель Норд Лінійні Судді: Людвіг Лундгрен Дмитро Шишло |
|                                             |                       | |              | Судді: Олівер Гуен Мікаель Норд Лінійні Судді: Людвіг Лундгрен Дмитро Шишло |
|                                             |                       | |              | Судді: Олівер Гуен Мікаель Норд Лінійні Судді: Людвіг Лундгрен Дмитро Шишло |
|                                             |                       | |              | Судді: Олівер Гуен Мікаель Норд Лінійні Судді: Людвіг Лундгрен Дмитро Шишло |
| 6 хв                                        | Штраф                 | 4 хв |              | Судді: Олівер Гуен Мікаель Норд Лінійні Судді: Людвіг Лундгрен Дмитро Шишло |
|                                             |                       | |              |                                                                             |
|                                             | 20                    | кидки | 38           |                                                                             |

| 13 лютого 2022 16:40 v | Фінляндія | 4–3 OT (0–0, 0–3, 3–0) (OT: 1–0) | Швеція | Державний палац спорту Пекіна (Пекін) 963 глядачів |

| звіт | звіт                                    | звіт | звіт             | звіт                                                                           |
| --- | --------------------------------------- | --- | ---------------- | ------------------------------------------------------------------------------ |
| |                                         | |                  |                                                                                |
| | Юго Олкінуора                           | Воротарі | Маґнус Гелльберґ | Судді: Майкл Кемпбелл Роман Гофман Лінійні Судді: Вільям Генкок Микита Шалагін |
| | голи:                                   | |                  | Судді: Майкл Кемпбелл Роман Гофман Лінійні Судді: Вільям Генкок Микита Шалагін |
| Хартікайнен (Маннінен, Ватанен) (PP) – 45:34 / Пакарінен (Хартікайнен, Маннінен) (PP) – 55:30 / Пакарінен (Легтонен, Хартікайнен) – 57:11 / Песонен – 62:01 | 0–1 / 0–2 / 0–3 / 1–3 / 2–3 / 3–3 / 4–3 | 24:24 – Валльмарк (Теммернес, Пудас) (PP) / 28:39 – Бенґтссон (Теммернес, Бруме) (PP) / 31:36 – Ландер (Пудас, Клінґберґ) (PP) |                  | Судді: Майкл Кемпбелл Роман Гофман Лінійні Судді: Вільям Генкок Микита Шалагін |
| |                                         | |                  | Судді: Майкл Кемпбелл Роман Гофман Лінійні Судді: Вільям Генкок Микита Шалагін |
| |                                         | |                  | Судді: Майкл Кемпбелл Роман Гофман Лінійні Судді: Вільям Генкок Микита Шалагін |
| |                                         | |                  | Судді: Майкл Кемпбелл Роман Гофман Лінійні Судді: Вільям Генкок Микита Шалагін |
| 37 хв | Штраф                                   | 8 хв |                  | Судді: Майкл Кемпбелл Роман Гофман Лінійні Судді: Вільям Генкок Микита Шалагін |
| |                                         | |                  |                                                                                |
| | 27                                      | кидки | 30               |                                                                                |

Чвертьфінали
| 16 лютого 2022 16:40 | Фінляндія | 5–1 (2–0, 1–1, 2–0) | Швейцарія | Державний палац спорту Пекіна (Пекін) 948 глядачів |

| звіт | звіт                              | звіт                              | звіт                        | звіт                                                                      |
| --- | --------------------------------- | --------------------------------- | --------------------------- | ------------------------------------------------------------------------- |
| |                                   |                                   |                             |                                                                           |
| | Харрі Сятері                      | Воротарі                          | Рето Берра Леонардо Дженоні | Судді: Андріс Ансонс Олівер Гуен Лінійні Судді: Даніел Гинек Браян Олівер |
| | голи:                             |                                   |                             | Судді: Андріс Ансонс Олівер Гуен Лінійні Судді: Даніел Гинек Браян Олівер |
| Аалтонен (Фріман, Няттінен) – 08:37 / Легтонен (Хієтанен, Маннінен) – 10:45 / Анттіла (Б'єрнінен) – 23:08 / Пакарінен (Фільппула, Песонен) (ENG) – 55:28 / Хартікайнен (ENG) – 56:47 | 1–0 / 2–0 / 3–0 / 3–1 / 4–1 / 5–1 | 37:49 – Амбюль (Корві, Гаас) (PP) |                             | Судді: Андріс Ансонс Олівер Гуен Лінійні Судді: Даніел Гинек Браян Олівер |
| |                                   |                                   |                             | Судді: Андріс Ансонс Олівер Гуен Лінійні Судді: Даніел Гинек Браян Олівер |
| |                                   |                                   |                             | Судді: Андріс Ансонс Олівер Гуен Лінійні Судді: Даніел Гинек Браян Олівер |
| |                                   |                                   |                             | Судді: Андріс Ансонс Олівер Гуен Лінійні Судді: Даніел Гинек Браян Олівер |
| 4 хв | Штраф                             | 4 хв                              |                             | Судді: Андріс Ансонс Олівер Гуен Лінійні Судді: Даніел Гинек Браян Олівер |
| |                                   |                                   |                             |                                                                           |
| | 23                                | кидки                             | 34                          |                                                                           |

Півфінали
| 18 лютого 2022 12:10 v | Фінляндія | 2–0 (1–0, 0–0, 1–0) | Словаччина | Державний палац спорту Пекіна (Пекін) 1,071 глядачів |

| звіт                                                                             | звіт         | звіт     | звіт         | звіт                                                                          |
| -------------------------------------------------------------------------------- | ------------ | -------- | ------------ | ----------------------------------------------------------------------------- |
|                                                                                  |              |          |              |                                                                               |
|                                                                                  | Харрі Сятері | Воротарі | Патрік Рибар | Судді: Тобіас Б'єрк Євген Ромашко Лінійні Судді: Гліб Лазарєв Дастін Маккренк |
|                                                                                  | голи:        |          |              | Судді: Тобіас Б'єрк Євген Ромашко Лінійні Судді: Гліб Лазарєв Дастін Маккренк |
| Маннінен (Ліндбом, Ватанен) – 15:58 / Песонен (Хартікайнен, Покка) (ENG) – 59:21 | 1–0 / 2–0    |          |              | Судді: Тобіас Б'єрк Євген Ромашко Лінійні Судді: Гліб Лазарєв Дастін Маккренк |
|                                                                                  |              |          |              | Судді: Тобіас Б'єрк Євген Ромашко Лінійні Судді: Гліб Лазарєв Дастін Маккренк |
|                                                                                  |              |          |              | Судді: Тобіас Б'єрк Євген Ромашко Лінійні Судді: Гліб Лазарєв Дастін Маккренк |
|                                                                                  |              |          |              | Судді: Тобіас Б'єрк Євген Ромашко Лінійні Судді: Гліб Лазарєв Дастін Маккренк |
| 0 хв                                                                             | Штраф        | 6 хв     |              | Судді: Тобіас Б'єрк Євген Ромашко Лінійні Судді: Гліб Лазарєв Дастін Маккренк |
|                                                                                  |              |          |              |                                                                               |
|                                                                                  | 27           | кидки    | 28           |                                                                               |

Фінал
| 20 лютого 2022 12:10 | Фінляндія | 2–1 (0–1, 1–0, 1–0) | ОКР | Державний палац спорту Пекіна (Пекін) 1,288 глядачів |

| звіт                                                                      | звіт            | звіт                                      | звіт         | звіт                                                                             |
| ------------------------------------------------------------------------- | --------------- | ----------------------------------------- | ------------ | -------------------------------------------------------------------------------- |
|                                                                           |                 |                                           |              |                                                                                  |
|                                                                           | Харрі Сятері    | Воротарі                                  | Іван Федотов | Судді: Тобіас Б'єрк Ендрю Бруггемен Лінійні Судді: Вільям Генкок Дастін Маккренк |
|                                                                           | голи:           |                                           |              | Судді: Тобіас Б'єрк Ендрю Бруггемен Лінійні Судді: Вільям Генкок Дастін Маккренк |
| Покка (Б'єрнінен, Охтамаа) – 23:28 / Б'єрнінен (Анттіла, Охтамаа) – 40:31 | 0–1 / 1–1 / 2–1 | 07:17 – Григоренко (Нестеров, Гусєв) (PP) |              | Судді: Тобіас Б'єрк Ендрю Бруггемен Лінійні Судді: Вільям Генкок Дастін Маккренк |
|                                                                           |                 |                                           |              | Судді: Тобіас Б'єрк Ендрю Бруггемен Лінійні Судді: Вільям Генкок Дастін Маккренк |
|                                                                           |                 |                                           |              | Судді: Тобіас Б'єрк Ендрю Бруггемен Лінійні Судді: Вільям Генкок Дастін Маккренк |
|                                                                           |                 |                                           |              | Судді: Тобіас Б'єрк Ендрю Бруггемен Лінійні Судді: Вільям Генкок Дастін Маккренк |
| 2 хв                                                                      | Штраф           | 6 хв                                      |              | Судді: Тобіас Б'єрк Ендрю Бруггемен Лінійні Судді: Вільям Генкок Дастін Маккренк |
|                                                                           |                 |                                           |              |                                                                                  |
|                                                                           | 31              | кидки                                     | 17           |                                                                                  |

### Жіночий турнір
Жіноча збірна Фінляндії з хокею із шайбою кваліфікувалася на Ігри завдяки своєму 3-му місцю в Світовому рейтингу ІІХФ 2020.
Склад збірної
Склад збірної оголошено 20 січня 2022 року.
Головний тренер: Пасі Мустонен
| №  | Поз. | Ім'я              | Зріст  | Вага  | Дата народження                 | Клуб                    |
| -- | ---- | ----------------- | ------ | ----- | ------------------------------- | ----------------------- |
| 1  | В    | Евелійна Мякінен  | 1,75 м | 68 кг | 12 квітня 1995 (вік 26 років)   | Brynäs IF               |
| 2  | З    | Сіні Кар'ялайнен  | 1,74 м | 68 кг | 30 січня 1999 (вік 23 роки)     | Vermont Catamounts      |
| 6  | З    | Єнні Хійрікоскі   | 1,62 м | 62 кг | 30 березня 1987 (вік 34 роки)   | Luleå HF                |
| 7  | З    | Санні Рантала     | 1,73 м | 63 кг | 8 липня 2002 (вік 19 років)     | Kiekko-Espoo            |
| 8  | З    | Елла Війтасуо     | 1,72 м | 69 кг | 27 травня 1996 (вік 25 років)   | Kiekko-Espoo            |
| 9  | З    | Неллі Лайтінен    | 1,69 м | 62 кг | 29 квітня 2002 (вік 19 років)   | Kiekko-Espoo            |
| 10 | Н    | Еліза Холопайнен  | 1,66 м | 58 кг | 27 грудня 2001 (вік 20 років)   | Kiekko-Espoo            |
| 12 | Н    | Санні Ванханен    | 1,65 м | 57 кг | 1 липня 2005 (вік 16 років)     | Tappara U16             |
| 15 | З    | Мінтту Туомінен   | 1,65 м | 73 кг | 26 червня 1990 (вік 31 рік)     | Kiekko-Espoo            |
| 16 | Н    | Петра Ніемінен    | 1,69 м | 68 кг | 4 травня 1999 (вік 22 роки)     | Luleå HF                |
| 18 | В    | Меері Ряйсянен    | 1,70 м | 66 кг | 2 грудня 1989 (вік 32 роки)     | JYP U20 Akatemia        |
| 23 | Н    | Санні Хакала      | 1,54 м | 54 кг | 31 жовтня 1997 (вік 24 роки)    | HV71                    |
| 24 | Н    | Війві Вайнікка    | 1,66 м | 67 кг | 23 грудня 2001 (вік 20 років)   | Luleå HF                |
| 27 | Н    | Юлія Лійкала      | 1,66 м | 63 кг | 20 березня 2001 (вік 20 років)  | HIFK                    |
| 28 | Н    | Єннійна Нюлунд    | 1,71 м | 64 кг | 18 червня 1999 (вік 22 роки)    | St. Cloud State Huskies |
| 32 | Н    | Емілія Веса       | 1,77 м | 66 кг | 3 січня 2001 (вік 21 рік)       | Kiekko-Espoo            |
| 33 | Н    | Мішель Карвінен   | 1,67 м | 65 кг | 27 березня 1990 (вік 31 рік)    | Malmö Redhawks          |
| 34 | Н    | Софіанна Сунделін | 1,69 м | 55 кг | 13 січня 2003 (вік 19 років)    | Team Kuortane           |
| 36 | В    | Анні Кейсала      | 1,75 м | 80 кг | 5 квітня 1997 (вік 24 роки)     | Ilves                   |
| 40 | Н    | Ноора Тулус       | 1,65 м | 56 кг | 15 серпня 1995 (вік 26 років)   | Luleå HF                |
| 61 | Н    | Таня Нісканен     | 1,76 м | 72 кг | 11 вересня 1992 (вік 29 років)  | KalPa                   |
| 77 | Н    | Сусанна Тапані    | 1,77 м | 68 кг | 2 березня 1993 (вік 28 років)   | KRS Vanke Rays          |
| 88 | З    | Роня Саволайнен   | 1,77 м | 75 кг | 29 листопада 1997 (вік 24 роки) | Luleå HF                |

Груповий етап
| Поз | Команда                    | М | В | ВО | ПО | П | ГЗ | ГП | Різ | О  | Кваліфікація     |
| --- | -------------------------- | - | - | -- | -- | - | -- | -- | --- | -- | ---------------- |
| 1   | США                        | 4 | 3 | 0  | 0  | 1 | 20 | 6  | +14 | 9  | Чвертьфіналістки |
| 2   | Канада                     | 4 | 4 | 0  | 0  | 0 | 33 | 5  | +28 | 12 | Чвертьфіналістки |
| 3   | Фінляндія                  | 4 | 1 | 0  | 0  | 3 | 10 | 19 | −9  | 3  | Чвертьфіналістки |
| 4   | Олімпійський комітет Росії | 4 | 1 | 0  | 0  | 3 | 6  | 18 | −12 | 3  | Чвертьфіналістки |
| 5   | Швейцарія                  | 4 | 1 | 0  | 0  | 3 | 6  | 27 | −21 | 3  | Чвертьфіналістки |

| 3 лютого 2022 21:10 v | Фінляндія | 2–5 (0–2, 0–2, 2–1) | США | Арена Укесон (Пекін) |

| звіт                                                           | звіт                                    | звіт | звіт | звіт                                                                |
| -------------------------------------------------------------- | --------------------------------------- | --- | ---- | ------------------------------------------------------------------- |
|                                                                |                                         | |      |                                                                     |
|                                                                |                                         | |      | Судді: Келлі Кук Лейсі Сенюк Лінійні Судді: Алекс Кларк Сара Стронґ |
|                                                                | голи:                                   | |      |                                                                     |
| Тапані (Лайтінен, Ніемінен) (PP) – 43:15 / Тапані (PP) – 57:40 | 0–1 / 0–2 / 0–3 / 0–4 / 1–4 / 1–5 / 2–5 | 10:37 – Кессел (Гермон) / 13:00 – Карпентер (Паннек, Данн) (PP) / 25:32 – Койн-Скофілд (Барнс) / 26:36 – Койн-Скофілд (Гермон, Брандт) / 48:01 – Карпентер (Роке, Кессел) |      |                                                                     |
|                                                                |                                         | |      |                                                                     |
|                                                                |                                         | |      |                                                                     |
|                                                                |                                         | |      |                                                                     |
| 8 хв                                                           | Штраф                                   | 6 хв |      |                                                                     |
|                                                                |                                         | |      |                                                                     |
|                                                                | 12                                      | кидки | 52   |                                                                     |

| 5 лютого 2022 12:10 v | Канада | 11–1 (2–1, 5–0, 4–0) | Фінляндія | Арена Укесон (Пекін) 670 глядачів |

| звіт | звіт                                                                    | звіт             | звіт                        | звіт                                                                        |
| --- | ----------------------------------------------------------------------- | ---------------- | --------------------------- | --------------------------------------------------------------------------- |
| |                                                                         |                  |                             |                                                                             |
| | Анн-Рене Десбін                                                         | Воротарі         | Меері Ряйсянен Анні Кейсала | Судді: Челсі Рейпін Анна Віґанд Лінійні Судді: Ліза Лінек Вероніка Ловенсне |
| | голи:                                                                   |                  |                             | Судді: Челсі Рейпін Анна Віґанд Лінійні Судді: Ліза Лінек Вероніка Ловенсне |
| Фільє (Спунер, Томпсон) – 01:01 / Нерс – 12:45 / Фільє (Фаст, Спунер) – 23:22 / Нерс (Спунер, Реттрей) – 30:01 / Дженнер (Ларок, Пулен) – 31:20 / Дженнер (Занді-Гарт, Пулен) – 34:27 / Стейсі (Мальте, Шелтон) – 36:35 / Реттрей (Дженнер, Белл) – 47:06 / Нерс (Амброз, Спунер) – 53:07 / Стейсі (Шелтон, Белл) – 54:10 / Дженнер (Кларк, Пулен) – 54:45 | 1–0 / 2–0 / 2–1 / 3–1 / 4–1 / 5–1 / 6–1 / 7–1 / 8–1 / 9–1 / 10–1 / 11–1 | 18:27 – Туомінен |                             | Судді: Челсі Рейпін Анна Віґанд Лінійні Судді: Ліза Лінек Вероніка Ловенсне |
| |                                                                         |                  |                             | Судді: Челсі Рейпін Анна Віґанд Лінійні Судді: Ліза Лінек Вероніка Ловенсне |
| |                                                                         |                  |                             | Судді: Челсі Рейпін Анна Віґанд Лінійні Судді: Ліза Лінек Вероніка Ловенсне |
| |                                                                         |                  |                             | Судді: Челсі Рейпін Анна Віґанд Лінійні Судді: Ліза Лінек Вероніка Ловенсне |
| 14 хв | Штраф                                                                   | 8 хв             |                             | Судді: Челсі Рейпін Анна Віґанд Лінійні Судді: Ліза Лінек Вероніка Ловенсне |
| |                                                                         |                  |                             |                                                                             |
| | 48                                                                      | кидки            | 29                          |                                                                             |

| 7 лютого 2022 21:10 v | Швейцарія | 3–2 (1–0, 1–1, 1–1) | Фінляндія | Державний палац спорту Пекіна (Пекін) 742 глядачів |

| звіт | звіт                        | звіт                                                                                | звіт         | звіт                                                                           |
| --- | --------------------------- | ----------------------------------------------------------------------------------- | ------------ | ------------------------------------------------------------------------------ |
| |                             |                                                                                     |              |                                                                                |
| | Андреа Бранді               | Воротарі                                                                            | Анні Кейсала | Судді: Сіанна Ліфферс Елізабет Манта Лінійні Судді: Кендалл Генлі Діана Мохова |
| | голи:                       |                                                                                     |              | Судді: Сіанна Ліфферс Елізабет Манта Лінійні Судді: Кендалл Генлі Діана Мохова |
| Крістен (Мюллер, Штальдер) (PP2) – 11:52 / Рюеґґ (Мюллер, Ліман) (PP, EA) – 30:00 / Штальдер (Мюллер, Зіґріст) – 41:21 | 1–0 / 1–1 / 2–1 / 3–1 / 3–2 | 27:49 – Лайтінен (Саволайнен, Туомінен) (PP) / 50:11 – Холопайнен (Вайнікка, Тулус) |              | Судді: Сіанна Ліфферс Елізабет Манта Лінійні Судді: Кендалл Генлі Діана Мохова |
| |                             |                                                                                     |              | Судді: Сіанна Ліфферс Елізабет Манта Лінійні Судді: Кендалл Генлі Діана Мохова |
| |                             |                                                                                     |              | Судді: Сіанна Ліфферс Елізабет Манта Лінійні Судді: Кендалл Генлі Діана Мохова |
| |                             |                                                                                     |              | Судді: Сіанна Ліфферс Елізабет Манта Лінійні Судді: Кендалл Генлі Діана Мохова |
| 6 хв | Штраф                       | 14 хв                                                                               |              | Судді: Сіанна Ліфферс Елізабет Манта Лінійні Судді: Кендалл Генлі Діана Мохова |
| |                             |                                                                                     |              |                                                                                |
| | 24                          | кидки                                                                               | 40           |                                                                                |

| 8 лютого 2022 21:10 | Фінляндія | 5–0 (2–0, 3–0, 0–0) | Олімпійський комітет Росії | Державний палац спорту Пекіна (Пекін) 797 глядачів |

| звіт | звіт                        | звіт     | звіт                             | звіт                                                                |
| --- | --------------------------- | -------- | -------------------------------- | ------------------------------------------------------------------- |
| |                             |          |                                  |                                                                     |
| | Анні Кейсала                | Воротарі | Марія Сорокіна Валерія Меркушева | Судді: Келлі Кук Анна Віґанд Лінійні Судді: Алекс Кларк Сара Стронґ |
| | голи:                       |          |                                  | Судді: Келлі Кук Анна Віґанд Лінійні Судді: Алекс Кларк Сара Стронґ |
| Рантала (Нісканен) – 09:06 / Карвінен (Ніемінен, Тулус) (PP) – 18:18 / Нюлунд (Ванханен, Рантала) – 27:09 / Туомінен (Лайтінен) (PP) – 30:37 / Тапані (Хійрікоскі, Тулус) (PP) – 31:06 | 1–0 / 2–0 / 3–0 / 4–0 / 5–0 |          |                                  | Судді: Келлі Кук Анна Віґанд Лінійні Судді: Алекс Кларк Сара Стронґ |
| |                             |          |                                  | Судді: Келлі Кук Анна Віґанд Лінійні Судді: Алекс Кларк Сара Стронґ |
| |                             |          |                                  | Судді: Келлі Кук Анна Віґанд Лінійні Судді: Алекс Кларк Сара Стронґ |
| |                             |          |                                  | Судді: Келлі Кук Анна Віґанд Лінійні Судді: Алекс Кларк Сара Стронґ |
| 6 хв | Штраф                       | 14 хв    |                                  | Судді: Келлі Кук Анна Віґанд Лінійні Судді: Алекс Кларк Сара Стронґ |
| |                             |          |                                  |                                                                     |
| | 30                          | кидки    | 19                               |                                                                     |

Чвертьфінали
| 12 лютого 2022 16:40 v | Фінляндія | 7–1 (2–1, 2–0, 3–0) | Японія | Арена Укесон (Пекін) 675 глядачів |

| звіт | звіт                        | звіт                   | звіт           | звіт                                                                          |
| --- | --------------------------- | ---------------------- | -------------- | ----------------------------------------------------------------------------- |
| |                             |                        |                |                                                                               |
| | Меері Ряйсянен              | Воротарі               | Нана Фудзімото | Судді: Сіанна Ліфферс Анна Віґанд Лінійні Судді: Ліза Лінек Вероніка Ловенсне |
| | голи:                       |                        |                | Судді: Сіанна Ліфферс Анна Віґанд Лінійні Судді: Ліза Лінек Вероніка Ловенсне |
| Ніемінен (Тулус, Хійрікоскі) (PP) – 02:08/ Вайнікка (Лайтінен, Холопайнен) – 04:32 / Карвінен (Ніемінен, Тапані) – 25:01 / Ніемінен (Карвінен, Лайтінен) – 28:29 | 1–0 / 2–0 / 2–1 / 3–1 / 4–1 | 15:01 – Сіґа (Х. Токо) |                | Судді: Сіанна Ліфферс Анна Віґанд Лінійні Судді: Ліза Лінек Вероніка Ловенсне |
| |                             |                        |                | Судді: Сіанна Ліфферс Анна Віґанд Лінійні Судді: Ліза Лінек Вероніка Ловенсне |
| |                             |                        |                | Судді: Сіанна Ліфферс Анна Віґанд Лінійні Судді: Ліза Лінек Вероніка Ловенсне |
| |                             |                        |                | Судді: Сіанна Ліфферс Анна Віґанд Лінійні Судді: Ліза Лінек Вероніка Ловенсне |
| 8 хв | Штраф                       | 4 хв                   |                | Судді: Сіанна Ліфферс Анна Віґанд Лінійні Судді: Ліза Лінек Вероніка Ловенсне |
| |                             |                        |                |                                                                               |
| | 49                          | кидки                  | 25             |                                                                               |

Півфінали
| 14 лютого 2022 21:10 v | США | 4–1 (0–0, 2–0, 2–1) | Фінляндія | Арена Укесон (Пекін) 642 глядачів |

| звіт | звіт                        | звіт                                       | звіт         | звіт                                                                       |
| --- | --------------------------- | ------------------------------------------ | ------------ | -------------------------------------------------------------------------- |
| |                             |                                            |              |                                                                            |
| | Алекс Кавалліні             | Воротарі                                   | Анні Кейсала | Судді: Келлі Кук Сіанна Ліфферс Лінійні Судді: Анна Гаммар Юлія Кайнберґер |
| | голи:                       |                                            |              | Судді: Келлі Кук Сіанна Ліфферс Лінійні Судді: Анна Гаммар Юлія Кайнберґер |
| Барнс (Брандт, Найт) (PP) – 23:39 / Найт (Гермон, Койн-Скофілд) – 38:53 / Скамурра (Барнс) – 55:20 / Роке (Карпентер, Кессел) (ENG) – 59:55 | 1–0 / 2–0 / 3–0 / 3–1 / 4–1 | 59:34 – Тапані (Карвінен, Хійрікоскі) (EA) |              | Судді: Келлі Кук Сіанна Ліфферс Лінійні Судді: Анна Гаммар Юлія Кайнберґер |
| |                             |                                            |              | Судді: Келлі Кук Сіанна Ліфферс Лінійні Судді: Анна Гаммар Юлія Кайнберґер |
| |                             |                                            |              | Судді: Келлі Кук Сіанна Ліфферс Лінійні Судді: Анна Гаммар Юлія Кайнберґер |
| |                             |                                            |              | Судді: Келлі Кук Сіанна Ліфферс Лінійні Судді: Анна Гаммар Юлія Кайнберґер |
| 6 хв | Штраф                       | 6 хв                                       |              | Судді: Келлі Кук Сіанна Ліфферс Лінійні Судді: Анна Гаммар Юлія Кайнберґер |
| |                             |                                            |              |                                                                            |
| | 42                          | кидки                                      | 26           |                                                                            |

Матч за бронзові медалі
| 16 лютого 2022 19:30 v | Фінляндія | 4–0 (1–0, 0–0, 3–0) | Швейцарія | Арена Укесон (Пекін) 724 глядачів |

| звіт | звіт                  | звіт     | звіт          | звіт                                                                     |
| --- | --------------------- | -------- | ------------- | ------------------------------------------------------------------------ |
| |                       |          |               |                                                                          |
| | Анні Кейсала          | Воротарі | Андреа Бранді | Судді: Елізабет Манта Лейсі Сенюк Лінійні Судді: Алекс Кларк Сара Стронґ |
| | голи:                 |          |               | Судді: Елізабет Манта Лейсі Сенюк Лінійні Судді: Алекс Кларк Сара Стронґ |
| Вайнікка (Тулус, Холопайнен) – 11:38 / Тапані (SH) – 43:24 / Лайтінен (Холопайнен, Саволайнен) (PP) – 54:24 / Карвінен (Ніемінен, Хійрікоскі) (PP) – 59:03 | 1–0 / 2–0 / 3–0 / 4–0 |          |               | Судді: Елізабет Манта Лейсі Сенюк Лінійні Судді: Алекс Кларк Сара Стронґ |
| |                       |          |               | Судді: Елізабет Манта Лейсі Сенюк Лінійні Судді: Алекс Кларк Сара Стронґ |
| |                       |          |               | Судді: Елізабет Манта Лейсі Сенюк Лінійні Судді: Алекс Кларк Сара Стронґ |
| |                       |          |               | Судді: Елізабет Манта Лейсі Сенюк Лінійні Судді: Алекс Кларк Сара Стронґ |
| 8 хв | Штраф                 | 8 хв     |               | Судді: Елізабет Манта Лейсі Сенюк Лінійні Судді: Алекс Кларк Сара Стронґ |
| |                       |          |               |                                                                          |
| | 47                    | кидки    | 15            |                                                                          |

## Лижне двоборство
| Спортсмен                                               | Дисципліна                        | Стрибки з трампліна | Стрибки з трампліна | Стрибки з трампліна | Лижні перегони | Лижні перегони | Загалом | Загалом |
| Спортсмен                                               | Дисципліна                        | Відстань            | Бали                | Місце               | Час            | Місце          | Час     | Місце   |
| ------------------------------------------------------- | --------------------------------- | ------------------- | ------------------- | ------------------- | -------------- | -------------- | ------- | ------- |
| Ілкка Герола                                            | Великий трамплін/10 км            | 117.5               | 95.9                | 25                  | 26:02.1        | 7              | 28:58.1 | 16      |
| Ілкка Герола                                            | Нормальний трамплін/10 км         | 100.0               | 115.7               | 8                   | 24:24.1        | =4             | 25:33.1 | 6       |
| Ееро Хірвонен                                           | Великий трамплін/10 км            | 123.0               | 94.6                | 26                  | 26:16.3        | 9              | 29:17.3 | 20      |
| Ееро Хірвонен                                           | Нормальний трамплін/10 км         | 93.0                | 104.1               | 19                  | 25:06.3        | 15             | 27:02.3 | 17      |
| Артту Макіахо                                           | Великий трамплін/10 км            | 121.0               | 87.9                | 28                  | 26:21.0        | 12             | 29:49.0 | 24      |
| Артту Макіахо                                           | Нормальний трамплін/10 км         | 95.5                | 95.1                | 27                  | 25:14.3        | 19             | 27:46.3 | 23      |
| Отто Нійттюкоскі                                        | Великий трамплін/10 км            | 118.0               | 79.2                | 37                  | 28:00.3        | 38             | 32:02.3 | 37      |
| Пертту Репонен                                          | Нормальний трамплін/10 км         | 90.0                | 94.2                | 28                  | 25:09.7        | 18             | 27:44.7 | 22      |
| Ілкка Герола Артту Макіахо Пертту Репонен Ееро Хірвонен | Командний великий трамплін/4×5 км | 481.0               | 385.1               | 8                   | 51:24.1        | 3              | 53:24.1 | 8       |

## Стрибки з трампліна
| Спортсмен       | Дисципліна                     | Кваліфікація | Кваліфікація | Кваліфікація | Перший раунд | Перший раунд | Перший раунд | Фінал        | Фінал        | Фінал        | Загалом | Загалом |
| Спортсмен       | Дисципліна                     | Відстань     | Бали         | Місце        | Відстань     | Бали         | Місце        | Відстань     | Бали         | Місце        | Бали    | Місце   |
| --------------- | ------------------------------ | ------------ | ------------ | ------------ | ------------ | ------------ | ------------ | ------------ | ------------ | ------------ | ------- | ------- |
| Антті Аалто     | Нормальний трамплін (чоловіки) | 98.5         | 105.0        | 8 Q          | 101.5        | 130.5        | 10 Q         | 99.5         | 125.6        | 9            | 256.1   | 12      |
| Антті Аалто     | Великий трамплін (чоловіки)    | 126.5        | 123.0        | 7 Q          | 131.0        | 124.3        | 24 Q         | 134.0        | 132.9        | 13           | 257.2   | 17      |
| Юлія Кіккянен   | Нормальний трамплін (жінки)    | Н/Д          | Н/Д          | Н/Д          | 82.5         | 72.6         | 25 Q         | 75.0         | 67.5         | 26           | 140.1   | 27      |
| Єнні Раутіонахо | Нормальний трамплін (жінки)    | Н/Д          | Н/Д          | Н/Д          | 66.5         | 48.5         | 32           | Не потрапила | Не потрапила | Не потрапила | 48.5    | 32      |

## Сноубординг
Фристайл
Чоловіки
| Спортсмен        | Дисципліна | Кваліфікація | Кваліфікація | Кваліфікація | Кваліфікація | Кваліфікація | Фінал       | Фінал       | Фінал       | Фінал       | Фінал       |
| Спортсмен        | Дисципліна | 1-ша спроба  | 2-га спроба  | 3-тя спроба  | Найкраща     | Місце        | 1-ша спроба | 2-га спроба | 3-тя спроба | Найкраща    | Місце       |
| ---------------- | ---------- | ------------ | ------------ | ------------ | ------------ | ------------ | ----------- | ----------- | ----------- | ----------- | ----------- |
| Калле Ярвілехто  | Біг-ейр    | 22.75        | 85.75        | 22.00        | 107.75       | 18           | Не потрапив | Не потрапив | Не потрапив | Не потрапив | Не потрапив |
| Рене Ріннекангас | Біг-ейр    | 78.75        | 12.25        | 60.75        | 139.50       | 13           | Не потрапив | Не потрапив | Не потрапив | Не потрапив | Не потрапив |
| Калле Ярвілехто  | Слоупстайл | 15.06        | 28.73        | Н/Д          | 28.73        | 28           | Не потрапив | Не потрапив | Не потрапив | Не потрапив | Не потрапив |
| Рене Ріннекангас | Слоупстайл | 67.10        | 60.10        | Н/Д          | 67.10        | 13           | Не потрапив | Не потрапив | Не потрапив | Не потрапив | Не потрапив |

Жінки
| Спортсмен      | Дисципліна | Кваліфікація | Кваліфікація | Кваліфікація | Кваліфікація | Кваліфікація | Фінал        | Фінал        | Фінал        | Фінал        | Фінал        |
| Спортсмен      | Дисципліна | 1-ша спроба  | 2-га спроба  | 3-тя спроба  | Найкраща     | Місце        | 1-ша спроба  | 2-га спроба  | 3-тя спроба  | Найкраща     | Місце        |
| -------------- | ---------- | ------------ | ------------ | ------------ | ------------ | ------------ | ------------ | ------------ | ------------ | ------------ | ------------ |
| Карола Ніемела | Біг-ейр    | 12.75        | 58.50        | 42.25        | 100.75       | 20           | Не потрапила | Не потрапила | Не потрапила | Не потрапила | Не потрапила |
| Енні Рукаярві  | Біг-ейр    | 25.75        | 17.25        | 63.50        | 89.25        | 22           | Не потрапила | Не потрапила | Не потрапила | Не потрапила | Не потрапила |
| Карола Ніемела | Слоупстайл | 22.36        | 38.43        | Н/Д          | 38.43        | 21           | Не потрапила | Не потрапила | Не потрапила | Не потрапила | Не потрапила |
| Енні Рукаярві  | Слоупстайл | 66.75        | 78.83        | Н/Д          | 78.83        | 3 Q          | 30.51        | 71.45        | 23.43        | 71.45        | 7            |